# Groupe d'IC 4296
Le groupe d'IC 4296 comprend au moins 15 galaxies situées dans la constellation du Centaure. La distance moyenne entre ce groupe et la Voie lactée est d'environ 59,8 Mpc (∼195 millions d'al). 

## Membres
Le tableau ci-dessous liste les 15 galaxies du groupe indiquées dans l'article de A.M. Garcia paru en 1993.
| Nom        | Class.     | Type                  | α (J2000.0)   | δ (J2000.0)  | Vitesse radiale (km/s) | m            | Distance (Mpc) | Diamètre (kal) |
| ---------- | ---------- | --------------------- | ------------- | ------------ | ---------------------- | ------------ | -------------- | -------------- |
| NGC 5114   | SAB0^-     | Lenticulaire          | 13h 24m 01.7s | -32° 20′ 38″ | 3581 ± 20              | 12,4         | 57,0 ± 4,0     | 124            |
| NGC 5140   | SAB(s)0-   | Lenticulaire          | 13h 26m 21.7s | -33° 52′ 06″ | 3879 ± 21              | 11,8         | 61,3 ± 4,3     | 149            |
| NGC 5193   | E pec?     | Elliptique            | 13h 31m 53.5s | -33° 14′ 03″ | 3711 ± 3               | 11,6         | 58,8 ± 4,1     | 115            |
| NGC 5215B  | S0 pec     | Lenticulaire          | 13h 35m 09.8s | -33° 28′ 59″ | 4013 ± 25              | 12,9         | 63,2 ± 4,5     | 77             |
| NGC 5215A  | S0 pec     | Lenticulaire          | 13h 35m 06.6s | -33° 28′ 52″ | 3880 ± 20              | 13,2         | 61,3 ± 4,3     | 56             |
| NGC 5193A  | S0^0?      | Lenticulaire          | 13h 31m 49.1s | -33° 14′ 22″ | 3502 ± 15              | 13,0         | 55,7 ± 3,9     | 282            |
| IC 4296    | E          | Elliptique            | 13h 36m 39.0s | -33° 57′ 57″ | 3737 ± 10              | 10,6         | 59,1 ± 4,2     | 330            |
| IC 4299    | SAB(s)a    | Spirale intermédiaire | 13h 36m 47.5s | -34° 03′ 57″ | 4035 ± 34              | 12,6         | 63,5 ± 4,5     | 117            |
| ESO 383-5  | Sbc        | Spirale               | 13h 29m 23.6s | -34° 16′ 17″ | 3604 ± 5               | 12,82        | 57,2 ± 4,0     | 273            |
| ESO 383-30 | SAB(rl)0^+ | Lenticulaire          | 13h 35m 17.7s | -33° 53′ 53″ | 3770 ± 18              | 13,18 ± 0,09 | 59,6 ± 4,2     | 94             |
| ESO 383-37 | SB(rs)0/a  | Lenticulaire          | 13h 36m 05.5s | -33° 00′ 39″ | 3563 ± 32              | 12,75 ± 0,09 | 56,6 ± 4,0     | 128            |
| ESO 383-44 | SA(s)d?    | Spirale               | 13h 37m 27.8s | -33° 00′ 25″ | 3779 ± 4               | 12,39        | 59,8 ± 4,2     | 90             |
| ESO 383-45 | S0?        | Lenticulaire          | 13h 37m 39.4s | -33° 48′ 41″ | 3903 ± 14              | 12,25 ± 0,09 | 61,6 ± 4,3     | 133            |
| ESO 383-49 | E+?        | Elliptique            | 13h 38m 03.6s | -33° 52′ 25″ | 3858 ± 3               | 13,09 ± 0,09 | 60,9 ± 4,3     | 51             |
| ESO 383-60 | SB(rs)c    | Spirale barrée        | 13h 40m 30.6s | -33° 39′ 25″ | 3920 ± 3               | 11,96 ± 0,05 | 61,8 ± 4,3     | 65             |

Le site DeepskyLog permet de trouver aisément les constellations des galaxies mentionnées dans ce tableau ou si elles ne s'y trouvent pas, l'outil du site constellation permet de le faire à l'aide des coordonnées de la galaxie. Sauf indication contraire, les données proviennent du site NASA/IPAC. 